# Етельвальд (король Йорвіку)
Етельвальд (давн-англ. Æthelwold, Æthelwald; ? — 902) — король Йорвіку у 900—902 роках, король Східної Англії у 901—902 роках (як Етельвольд II).

## Життєпис

### Молоді роки
Походив з Вессекської династії. Молодший син Етельреда I, короля Вессексу, та Вулфрити. Про дату народження нічого невідомо. Втім відомо, що у 871 році, коли помер Етельред I, Етельвальд був досить малим. Виховувався при дворі свого стрийка — короля Альфреда. Вперше згадується у 881 році. Отримав почесний титул етелінг (на кшталт принца). Разом з тим намагався повернути собі частину майна, яке заповідав батько, проте марно. У 893 році отримав три маєтки в Сасексі.
У 899 році після смерті короля Альфреда висунув претензії на трон Вессексу. Втім у битві при Вімборні зазнав поразки від Едуарда, сина Альфреда, та втік до королівства Йорвік.

### Королювання
У Йорвіку зумів перетягнути на свій бік місцеву знать та військовиків, після чого у 900 році повалив короля Кнута, завдавши тому поразки у битві при Скарборо. Разом з тим його співправителем став знатний вікінг Хардекнут.
У 901 році уклав союз з данами Східної Англії, які обрали його своїм королем. Водночас данська армія, що перебувала на землях колишнього королівства Ессекс підтримала Етельвальда. Останній мав намір за допомогою данів захопити трон Вессексу.
У 902 році розпочато велику військову кампанію: війська Йорвіку рушили зі східної Мерсії, щоб була підвладною вікінгам, до західної Мерсії та Вессексу, а Етельвальд на чолі потужного війська перетнув річку Темза. Він зумів захопити значні області в Кенті. У вирішальній битві при Холмі у Східній Англії (вважається в сучасному Кембрідширі) вікінги здобули рішучу перемогу, проте сам Етельвальд загинув. Після цього королем обрано представника роду Лоброка — Гальфдана II.